# Ядерна мембрана

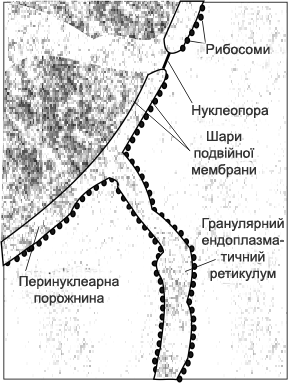
Схема будови ядерної мембрани

Я́дерна мембра́на (або нуклеолема) — подвійна мембрана клітинного ядра, котра огортає генетичний матеріал клітин еукаріотичних організмів та відмежовує його від цитоплазми.
Кожен з шарів цієї мембрани складається з подвійного ліпідного шару з вкрапленнями протеїнів: будова, аналогічна зовнішній клітинній мембрані; при цьому зовнішня мембрана нуклеолеми є продовженням гранулярного ендоплазматичного ретикулума. Внутрішня мембрана розтягнута на так званій ядерній пластинці, що являє собою сітку мікрофіламентів, складених білком ламіном, які (мікрофіламенти) відіграють важливу роль при мітозі та мейозі. В ядерній пластинці розрізняють 4 типи ламінів: А, В1, В2, та С. Окрім армуючої функції, ядерна пластинка використовується як структура для утримання хромосом в сталому положенні, а також відіграє захисну функцію для ядра в цілому.
Простір між двома мембранами, що складають нуклеолему, називається перинуклеарною порожниною, або перинуклеарною щілиною, і зазвичай має ширину 20—40 нанометрів.
Ядерна мембрана зазвичай містить численні ядерні пори (нуклеопори), через які проходить обмін речовинами між ядром клітини та цитоплазмою. Білки нуклеопоріни, що їх формують, проходять крізь обидва шари мембрани та перинуклеарну щілину.
Окрім того, нуклеолема часто відіграє важливу роль в просторовому розподілі хроматина всередині ядра.

### Руйнування нуклеолеми при поділі клітини у багатоклітинних організмів
Протягом профази мітозу, коли з хроматид утворюються хромосоми, у багатоклітинних організмів починається руйнування ядерної мембрани. Згодом, в метафазі, нуклеолема руйнується повністю, завдяки чому волокна мітотичного веретена набувають можливість переміщувати хромосоми в цитоплазмі.
У інших еукаріот, наприклад у дріжджів, що є одноклітинними грибами, може відбуватись так званий закритий мітоз, при якому новостворені хромосомні набори розходяться всередині нуклеолеми без її руйнування; після цього ядро клітини зазнає поділу разом з поділом материнської клітини.